# Wojciech Gliniecki
Wojciech Gliniecki herbu Korab – stolnik warszawski w 1612 roku.
Był synem Wojciecha, pisarza ziemskiego czerskiego. Był elektorem Władysława IV Wazy z ziemi warszawskiej w 1632 roku.